# Annales maximi
Els Annales maximi eren una compilació en vuitanta llibres, dels Annales pontificum publicats pel pontífex màxim durant la República romana. Es registrava tota mena dels esdeveniments més importants any rere any i els noms de cada un dels magistrats. El màxim sacerdot era, a més a més, l'encarregat de publicar-ne una versió abreujada per informar al poble, en un tauler blanc (tabula dealbata) exposat fora de l'edifici de la Règia.

## Història
Segons Macrobi i Festus, aquests annals van ser nomenats maximi no per la seva mida o importància, sinó perquè van ser escrits pel pontífex màxim.
Cató el Vell va condemnar la trivialitat aparent dels escrits perquè, igual que els fets històrics, mostrava també els eclipsis, les males notícies, com les fams o períodes de crisi econòmica.
| « | Verba Catonis ex originum quarto haec sunt: "Non lubet scribere, quod in tabula apud pontificem maximum est, quotiens annona cara, quotiens lunae aut solis lumine caligo aut quid obstiterit". | » |

 Els registres més antics eren relats d'esdeveniments mitològics, que van donar credibilitat al rebuig de Cató. Tanmateix, van ser els historiadors romans els primers d'utilitzar els Annales maximi àmpliament, i els documents, segons Ciceró i Servius, van ser d'interès públic, des de l'any 400 aC fins a l'època de Publi Muci Escevola (131 aC).
En temps dels Gracs (~ 130 aC) -quan es va deixar de crear els annals-, es van recollir tots en vuitanta llibres; aquesta col·lecció va ser publicada pel pontífex màxim Publi Muci Escevola. La notícia de l'existència d'aquesta publicació de vuitanta llibres es deu a Verri Flac. Un desafortunat incendi l'any 148 aC al fòrum romà, va destruir gran part de la Règia, amb els seus valuosos arxius.